# Nykøbing Falster Idrætspark
El Nykøbing Falster Idrætspark, llamado Lollands Bank Park por razones de patrocinio, es un estadio de fútbol ubicado en la ciudad de Nykøbing Falster y actualmente es la sede del Nykøbing FC.

## Historia
El estadio por razones de patrocinio ha tenido varios nombres en su historia:
- Scandic Live Arena (2008–11)
- Telenor Arena (2012–14)
- Enelco Arena (2014–16)
- CM Arena (2018–21)

El estadio cuenta con capacidad para 10000 espectadores pero solo 2000 están sentados.